# Kontaktglas

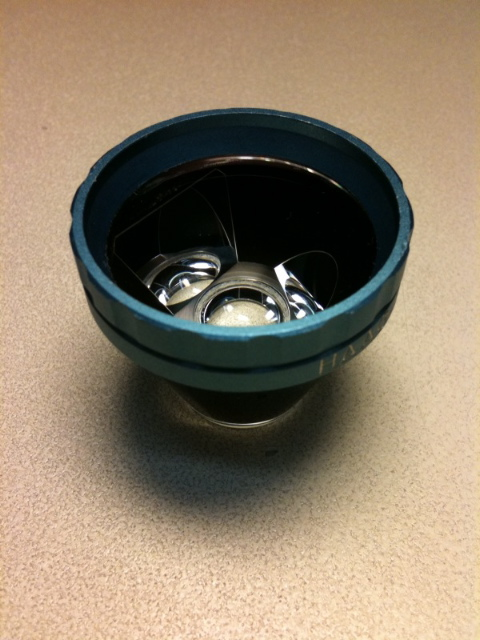
Dreispiegelkontaktglas, untersucherseitig

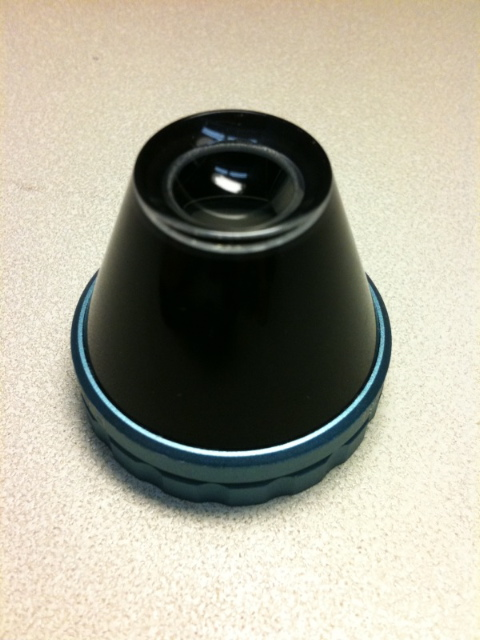
Dreispiegelkontaktglas, patientenseitig

Als Kontaktglas werden spezielle augenheilkundliche Untersuchungsinstrumente bezeichnet, die die Form eines trichterförmigen Lupenglases haben. Im Inneren können sich an deren Rand zusätzliche ein bis vier unterschiedlich geneigte Spiegel befinden. Das Kontaktglas gilt als technisch hochwertige Lösung sowohl zur biomikroskopischen Funduskopie für die Beurteilung des Augenhintergrundes, der mittleren Augenabschnitte und besonders der Netzhautperipherie, als auch zur Inspektion des Kammerwinkels (Gonioskopie). Dabei ermöglicht es eine binokulare, stereoskopische Betrachtung bei einer hohen Vergrößerung. Es wird zusammen mit einer Spaltlampe eingesetzt. 

## Varianten
- Das Goldmann-Dreispiegelkontaktglas hat drei Spiegel: Zwei Spiegel für die Untersuchung der Netzhautperipherie sowie einen weiteren für die Untersuchung des Kammerwinkels (Neigungswinkel von 59°). Die Untersuchung erfolgt an der Spaltlampe nach Oberflächenanästhesie, wobei eine visköse Substanz zwischen Hornhaut und Kontaktglas erforderlich ist. Durch Drehen des Dreispiegelkontaktglases um 360° kann der Kammerwinkel zirkulär eingesehen werden.
- Das Zeiss-Glas hat 4 Spiegel mit einem Neigungswinkel von 64°. Es dient somit ausschließlich der Untersuchung des Kammerwinkels. Eine Drehung des Glases ist bei der Untersuchung nicht erforderlich. Aufgrund des flacheren Krümmungsradius ist eine visköse Substanz nicht erforderlich. Durch Druck auf die Hornhaut kann mit dem Zeiss-Glas eine Flüssigkeitsumverteilung in der vorderen Augenkammer erreicht werden, sodass der Kammerwinkel aufgeweitet wird. Dadurch kann ein spitzwinkliger, nicht einsehbarer Kammerwinkel so weit aufgeweitet werden, dass Goniosynechien eingesehen werden können. Durch diese sog. Eindellgonioskopie kann ein akutes Winkelblockglaukom ohne Goniosynechien von einem chronischen Winkelblockglaukom mit Goniosynechien unterschieden werden.

## Handhabung
Kontaktgläser werden auf die zuvor lokal betäubte Hornhaut des Patienten aufgesetzt, wobei der Einblick durch das Spaltlampenmikroskop hindurch erfolgt. Die Untersuchung des hinteren Pols geschieht durch den zentralen Teil des Trichters. Der am schwächsten geneigte Spiegel gestattet die Sicht auf den Bereich des Bulbusäquators. Der mittlere Spiegel ermöglicht die Beurteilung der peripheren Netzhautbereiche vor dem Äquator. Der am meisten geneigte Spiegel ist für die Beurteilung des Kammerwinkels zuständig.

## Entwicklung
An der Entwicklung des Kontaktglases war Leonhard Köppe beteiligt. Das Dreispiegelkontaktglas wurde von dem österreichisch-schweizerischen Augenarzt und Erfinder Hans Goldmann entwickelt. Die Konzeption des Kontaktglases hat Adolf Kußmaul bereits vorweggenommen, als er erkannt hatte, dass zur Untersuchung des Augenhintergrundes eine plankonkave Linse mit einer der Hornhaut genau entsprechenden Wölbung verwendet werden müsse.